# Duranta

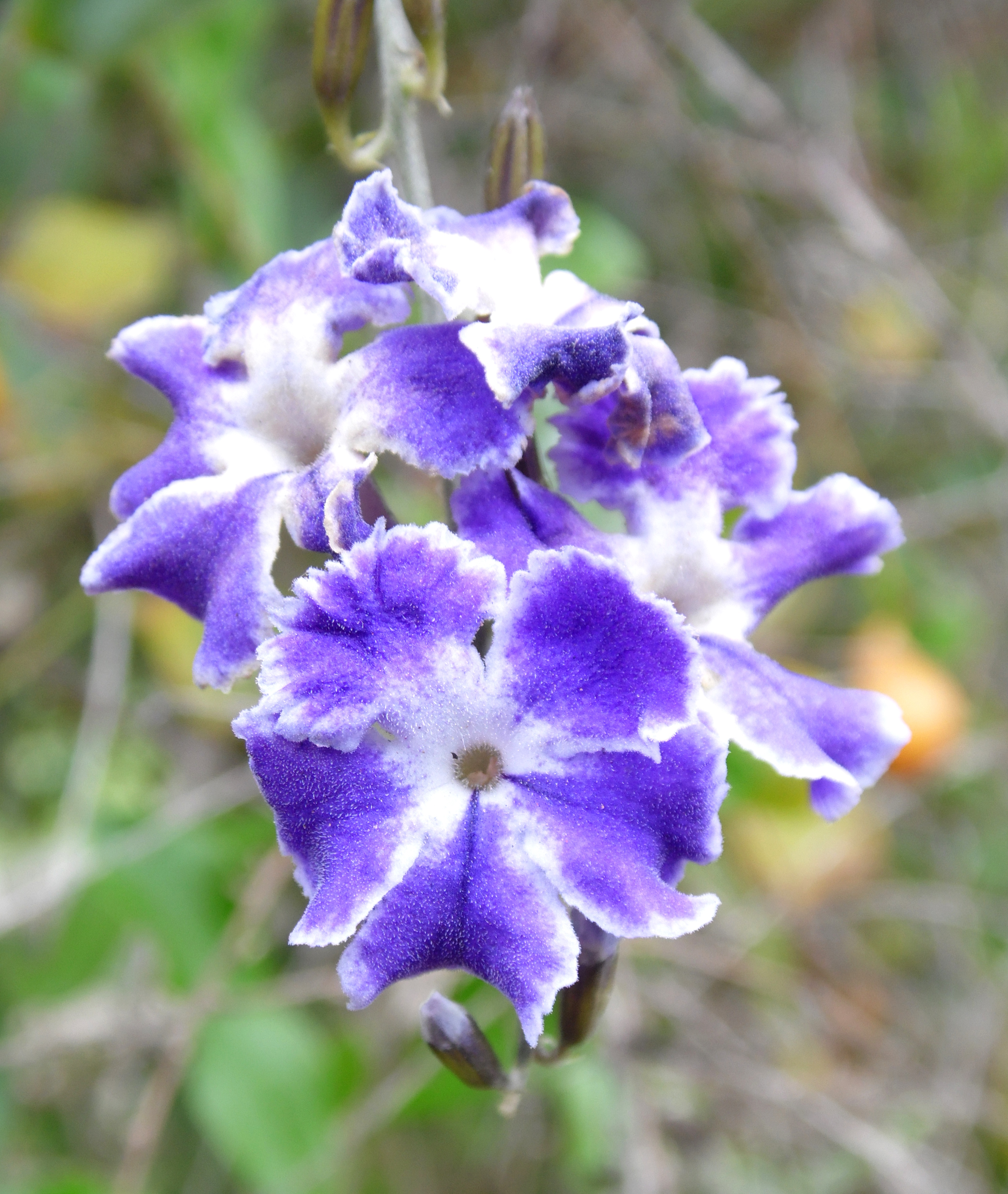
Kwiaty duranty wzniesionej

Duranta (Duranta L.) – rodzaj roślin należących do rodziny werbenowatych (Verbenaceae). Obejmuje 17 do ok. 20 gatunków. Rośliny te występują w strefie tropikalnej i subtropikalnej obu kontynentów amerykańskich (od Bermudów i Florydy po Argentynę). Duranta wzniesiona D. erecta introdukowana została do południowej i wschodniej Azji, do międzyzwrotnikowej Afryki i Australii.
Niektóre gatunki z tego rodzaju uprawiane są jako rośliny ozdobne, przy czym zdecydowanie najbardziej popularna jest duranta wzniesiona. Roślina ta uprawiana może być w gruncie w strefach mrozoodporności od 10 do 12. Nadaje się do formowania i prowadzona jest zarówno jako niewielkie drzewko, jak i przycinany krzew, często też sadzona jest w formie żywopłotów. Mięsiste owoce opisywane są jako trujące. Walorami tego gatunku jest szybki wzrost i efektowne kwiaty. Wyhodowano różne odmiany ozdobne o odmiennym niż typowe ubarwieniu liści i kwiatów.
Nazwa rodzajowa upamiętnia francuskiego botanika i lekarza papieskiego Castora Durante (ok. 1529–1590).

## Morfologia

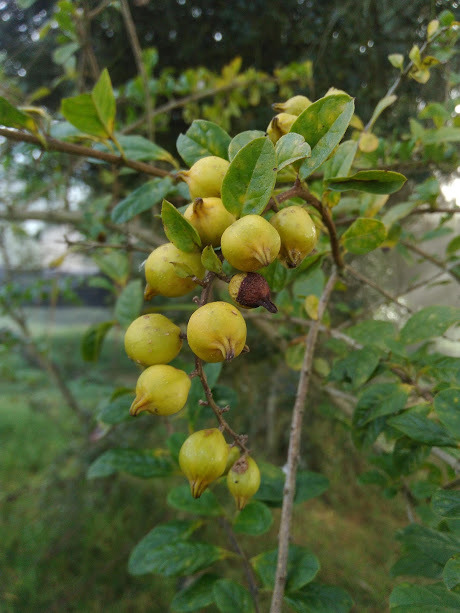
Owoce Duranta mutisii

PokrójNiewielkie drzewa i krzewy o pędach prosto wzniesionych lub przewisających, czasem ciernistych, niewyraźnie czworokanciastych, nagich lub owłosionych.
LiścieZimozielone lub sezonowe. Ogonkowe, naprzeciwległe lub w pozornych okółkach, pojedyncze, całobrzegie, piłkowane lub ząbkowane.
KwiatyZebrane w szczytowe lub wyrastające w kątach liści silnie zwykle wydłużone i luźne kłosy. Kwiaty zwykle szypułkowe wsparte są drobnymi przysadkami. Kielich kształtu rurkowatego lub dzwonkowatego tworzony jest przez pięć zrośniętych działek na końcu z 5 łatkami. Płatki korony niebieskie, fioletowe lub białe, mniej lub bardziej promieniste, w dole zrośnięte w rurkę, w górze z szeroko rozpostartymi łatkami. Czasem opisywana jest jako dwuwargowa z dolną wargą trójłatkową i większą, górną, dwułatkową. Pręciki płodne są cztery, schowane w rurce korony. Zalążnia powstaje z czterech owocolistków, każdy z dwiema komorami, w których rozwijają się pojedyncze zalążki, których w sumie jest 8. Szyjka słupka na szczycie słabo rozdziela się na czworo i zakończona jest główkowatymi znamionami.
OwoceMięsiste pestkowce z czterema dwunasiennymi pestkami, na szczycie z trwałymi działkami kielicha.

## Systematyka
Rodzaj z rodziny werbenowatych Verbenaceae. W obrębie rodziny rodzaj jest blisko spokrewniony z Citharexylum, cechuje się też szeregiem podobieństw do roślin z rodzaju rafitamnus Rhaphithamnus.
Wykaz gatunków
- Duranta arida Britton & P.Wilson
- Duranta armata Moldenke
- Duranta cajamarcensis Moldenke
- Duranta costaricensis (Donn.Sm.) Standl.
- Duranta dombeyana Moldenke
- Duranta erecta L. – duranta wzniesiona[9]
- Duranta × lineata Hayek
- Duranta mandonii Moldenke
- Duranta mutisii L.f.
- Duranta neblinensis Aymard & J.R.Grande
- Duranta obtusifolia Kunth
- Duranta parvifolia Moldenke
- Duranta × penlandii Moldenke
- Duranta peruviana Moldenke
- Duranta × rupestris Hayek
- Duranta serratifolia (Griseb.) Kuntze
- Duranta × skottsbergiana Moldenke
- Duranta sprucei Briq.
- Duranta stenostachya Tod.
- Duranta steyermarkii Moldenke
- Duranta triacantha Juss.
- Duranta vestita Cham.
- Duranta woronowii Moldenke
- Duranta wrightii Moldenke